# Navojno vreteno
Navojno vreteno (u strojarstvu često se naziva samo vreteno) je strojni dio u obliku izduženoga vijka, koji zajedno s pridruženim dijelovima pretvara vrtnju (rotacijsko gibanje) u pravocrtno gibanje (translacija). Pri radu vreteno se vrti, a pripadno se tijelo s unutarnjim navojem (na primjer suport tokarilice ili tlačna ploča preše) pomiče duž vretena (ravnocrtno translatira). Ponegdje tijelo s unutarnjim navojem miruje, a vreteno izvodi translaciju i rotaciju istodobno. Vretena se najčešće izvode s trapeznim, pilastim ili pravokutnim profilom navoja, koji imaju veće uspone, jače su opteretivi, pa prenose i veće aksijalne sile.
Budući da oštri navoji imaju premale uspone, vijci za pokretanje najčešće dobivaju trapezni navoj (prema DIN 103). Plosnati navoji rade doduše s manje trenja, ali se teže izrađuju. Za plosnati navoj nema standarda i jedva se još upotrebljava. Za primanje jednostranih tlačnih sila naročito su prikladni pilasti navoji (prema DIN 513). Njihovi bokovi, koji leže gotovo okomito na smjer pritiska (tlaka), bolje primaju uzdužne sile nego šiljasti navoji. Brže uzdužno gibanje vretena možemo postići viševojnim vretenima, kod kojih se oko jezgre ovija više navoja jedan uz drugi. Dobre uvjete klizanja na bokovima stvaraju matice od bronce (pogotova aluminijska bronca prema DIN 1714), kositrena bronca prema DIN 1705 i DIN 1716, te crveni lijev prema DIN 1705 ili sivi lijev kod kaljenih čeličnih vretena.

## Slike
|                                    |                                         |                         |
| Vanjski trapezni navoj na vretenu. | Vretena na tokarilici: H4, H7, H8 i H9. | Viševretena tokarilica. |

|                                 |                                      |                             |
| Jednovretena okomita glodalica. | Primjer ugrađenog vretena na stroju. | Suvremena kuglična vretena. |